# Porky à l'hôtel
Pour plus de détails, voir Fiche technique et Distribution.
Porky à l'hôtel (Porky Pig's Feat) est un court métrage d'animation de la série américaine Looney Tunes réalisé par Frank Tashlin, produit par les Leon Schlesinger Productions et sorti en 1943. Il met en scène Porky Pig, Daffy Duck et Bugs Bunny.

## Voix

### Voix originales
- Mel Blanc : Porky Pig, Daffy Duck, Bugs bunny

### Voix françaises

#### 1erDoublage (1989)
- Marc François : Porky Pig et le narrateur de descriptive
- Philippe Peythieu : Daffy Duck
- Claude Nicot : Parieur
- Guy Piérauld : Bugs Bunny

#### 2eDoublage (1996)
- Michel Mella : Porky Pig
- Patrick Guillemin : Daffy Duck
- Michel Vigné : Parieur
- Gérard Surugue : Bugs Bunny
- Bernard Métraux : Narration descriptive